# Hunger Games : La Ballade du serpent et de l'oiseau chanteur (film)
Cet article concerne le film. Pour le livre, voir Hunger Games : La Ballade du serpent et de l'oiseau chanteur.
Série Hunger Games
La Révolte, partie 2
(2015) Sunrise on the Reaping
(2026)
Pour plus de détails, voir Fiche technique et Distribution.
Hunger Games : La Ballade du serpent et de l'oiseau chanteur (The Hunger Games: The Ballad of Songbirds and Snakes) est un film américain de science-fiction réalisé par Francis Lawrence et sorti en 2023.
Il s’agit de l’adaptation du roman de Suzanne Collins : Hunger Games : La Ballade du serpent et de l'oiseau chanteur.
Le film constitue le 5e opus de la série de films Hunger Games et  une préquelle centrée sur le personnage de Coriolanus Snow, avant qu’il ne devienne le président tyrannique de la république de Panem.
Plus de 60 ans avant les quatre premiers volets de la saga qui ont raconté les aventures de Katniss Everdeen, le jeune Coriolanus Snow est choisi comme mentor du District 12. Il doit encadrer une certaine Lucy Gray Baird, qui représente le tribut féminin du District 12 lors de la dixième édition des Hunger Games, une compétition mortelle organisée par le Capitole pour punir les Districts qui s'étaient révoltés quelques années auparavant durant la période appelée « les Jours sombres »,.

## Synopsis
Panem vit des « jours obscurs » dans une guerre opposant les Districts et le Capitole en proie aux bombes. Issu d'une riche lignée, le jeune Coriolanus tente de survivre, mais son père et officier Crassus Snow meurt lors d'une embuscade rebelle. Treize ans plus tard, Coriolanus vit avec sa cousine Tigris et leur grand-mère, mais peine à joindre les deux bouts. Élève brillant, il est l'un des vingt-quatre étudiants sélectionnés pour devenir mentor d'un tribut lors des 10èmes Hunger Games. Le prix Plinth à gagner apporterait avenir et prospérité à sa famille, mais Casca Highbottom, créateur des Jeux et doyen morphinomane de l'Académie, souhaite que le spectacle et l'audience priment sur la victoire.
Coriolanus se voit assigné le tribut féminin du District 12, Lucy Gray Baird. Pendant la Moisson, cette dernière choque les spectateurs en glissant un serpent dans la robe de la fille du maire, avant de charmer la foule en chantant. Conseillé par Tigris, Coriolanus voit en Lucy Gray un potentiel et gagne sa confiance pour l'aider à gagner la sympathie du Capitole, au grand désarroi de Highbottom qui souhaite plus que tout l'échec du garçon. L'existence des Hunger Games est aussi remise en question par le mentor Sejanus Plinth, ancien membre du District 2 passé au Capitole grâce à la fortune de son père également donateur du prix éponyme, mais Coriolanus pense différemment et propose au Dr Gaul, Haute-Juge des Jeux, un système de sponsorship et de paris afin de faire monter l'audimat.
Mais tout ne se déroule pas comme prévu, lorsque sa camarade Arachne se fait tuer par son tribut, tandis que sa partenaire Clemensia, qui s'était attribuée ses idées et son travail, se fait démasquer par Gaul en lui faisant plonger la main dans une cuve de serpents génétiquement modifiés (ces serpents, explique-t-elle, sont capable d’assimiler les informations génétiques d’une personne à travers un objet qu’elle a touché : ils sont alors complètement inoffensifs. En revanche, une personne dont il n’ont aucune donnée biologique sera immédiatement attaquée et tuée). Lors d'une visite de l'arène, des bombes rebelles explosent, tuant quatre tributs, blessant gravement le mentor Felix Ravinstill, le fils du Président ; le tribut de Sejanus, Marcus, un ancien élève de sa classe au district 2, est en fuite. Coriolanus, blessé, doit la vie à Lucy Gray, et décide de la revoir discrètement la veille des jeux pour lui remettre un poudrier contenant un rodenticide comme arme ; cette ultime rencontre resserre un peu plus les liens entre eux.
Dés le début des jeux, Lucy Gray parvient à s'échapper du bain de sang dans les sous-sols creusés par l'explosion, avec son partenaire de district Jessup. La nuit, Sejanus, dont le tribut avait été retrouvé et exposé comme un animal, se glisse dans l'arène pour pleurer sa mort, et Coriolanus se voit obligé de sortir son camarade de là, mais devra tuer un des tributs dans sa fuite. Les morts s'enchaînent dans l'arène, Lucy Gray faisant usage du rondenticide, mais le fils Ravinstill décède entre-temps. Pour se venger des rebelles, Gaul lâche la cuve de serpents dans l'arène qui tuent tous les tributs restants, à l'exception de Lucy Gray, car Coriolanus était parvenu à y glisser un mouchoir portant l'odeur de la jeune femme. Sous pression des autres étudiants, émus par le chant de Lucy Gray, Gaul lui concède finalement la victoire. Mais les tricheries de Coriolanus sont éventées, et Highbottom le condamne à 20 ans de service en tant que Pacificateur.
Coriolanus s'arrange pour être envoyé au District 12, et croise dans le train Sejanus qui estime ne plus avoir sa place au Capitole. Sur place, les deux soldats assistent à l'exécution d'un saboteur tandis que sa bien-aimée, Lil, est écrouée, mais Sejanus désapprouve. Lors d'une permission, Coriolanus retrouve Lucy Gray chantant sur scène avec son groupe, puis finit par entamer une relation avec elle. Cependant, il comprend que Sejanus aide des rebelles à planifier leur fuite, et, faute de l'avoir raisonné, utilise un geai bavard modifié par Gaul pour enregistrer sa confession et l'envoyer à cette dernière. Plus tard, Coriolanus surprend Sejanus avec Spruce, un rebelle, Billy Taupe, l'ex-petit ami de Lucy Gray, et Mayfair, sa nouvelle petite amie et fille du maire, et instigatrice de l'envoi de Lucy Gray vers les Hunger Games pour se débarrasser d'elle. Une dispute éclate, Coriolanus tue Mayfair et Spruce fait de même avec Billy avant de partir cacher les armes. Après enquête, Spruce et Lil, sœur de ce dernier, sont pendus, de même que Sejanus trahi par le geai bavard de Coriolanus. Craignant pour sa vie, Lucy Gray décide de fuir, mais Coriolanus s'échappe avec elle, malgré une perspective de devenir officier.
Sur le chemin, Lucy Gray pressent que Coriolanus est responsable de la mort de Sejanus, et après la découverte des armes cachées par Spruce dans une cabane, Lucy Gray laisse seul Coriolanus réalisant qu'elle représente le seul obstacle au retour du garçon au Capitole. Quand celui-ci comprend qu'elle sait tout, il tente de la rattraper en forêt, mais elle le piège avec un serpent qui le mord. Se sentant trahi, il parvint à la mettre en joue et tirer, mais est désorienté par son chant repris en boucle par des geais moqueurs, permettant à la jeune femme de fuir pour un sort incertain. Peu après, Coriolanus se débarrasse des armes au fond d'un lac.
En partance pour l'école d'officiers, Coriolanus apprend qu'il est finalement engagé à l'université pour seconder le Dr Gaul grâce au legs du père fortuné de Sejanus, qui ignore tout de la trahison subie par son fils. Corionalus comprend désormais la vrai raison d'être des Hunger Games du fait de la nature humaine autodestructive. Il rend ensuite visite à Highbottom qui lui avoue que les jeux n'étaient qu'une idée imaginée jadis par lui en état d'ébriété, qu'il n'aurait jamais voulu voir se concrétiser. Mais son ami de l'époque, Crassus Snow, le père de Coriolanus, avait donné la proposition à Gaul pour se mettre en avant, d'où son animosité envers son fils. Pour se venger, Coriolanus tue le doyen grâce à de la morphine empoisonnée, et commence doucement son ascension au pouvoir...

## Fiche technique
Sauf indication contraire, les informations mentionnées dans cette section peuvent être confirmées par la base de données cinématographiques IMDb,  présente dans la section « Liens externes ».
- Titre original : The Hunger Games: The Ballad of Songbirds and Snakes
- Titre français : Hunger Games : La Ballade du serpent et de l'oiseau chanteur
- Réalisation : Francis Lawrence
- Scénario : Michael Arndt, d'après le roman Hunger Games : La Ballade du serpent et de l'oiseau chanteur de Suzanne Collins
- Musique : James Newton Howard
- Décors : Uli Hanisch
- Costumes : Trish Summerville
- Photographie : Jo Willems
- Montage : Mark Yoshikawa
- Production : Nina Jacobson et Brad Simpson
- Producteurs délégués : Suzanne Collins, Francis Lawrence, Jim Miller et Tim Palen
- Sociétés de production : Color Force (en), Good Universe (en) et Lionsgate Films
- Sociétés de distribution : Lionsgate Films (États-Unis), Metropolitan Filmexport (France)
- Budget : 100 millions $
- Pays de production :  États-Unis
- Langue originale : anglais
- Format : couleur
- Genre : science-fiction, action, aventures, thriller, drame, dystopie
- Durée : 157 minutes
- Dates de sortie[3] :
  - France : 15 novembre 2023
  - États-Unis : 17 novembre 2023

## Distribution
- Tom Blyth (VF : Gauthier Battoue ; VQ : Alexandre Bacon) : Coriolanus Snow
- Rachel Zegler (VF : Rebecca Benhamour ; VQ : Geneviève Bédard) : Lucy Gray Baird
- Viola Davis (VF : Maïk Darah ; VQ : Johanne Garneau) : Dr Volumnia Gaul
- Josh Andres Rivera (VF : Tom Trouffier ; VQ : Louis-Philippe Berthiaume) : Sejanus Plinth
- Hunter Schafer (VF : Olivia Luccioni ; VQ : Émilie Josset) : Tigris Snow
- Fionnula Flanagan (VF : Annie Sinigalia) : Grandma'am
- Jason Schwartzman (VF : Alexis Tomassian ; VQ : Hugolin Chevrette) : Lucretius « Lucky » Flickerman
- Peter Dinklage (VF : Constantin Pappas ; VQ : Thiéry Dubé) : Casca Highbottom
- Ashley Liao (VF : Jade Phan-Gia) : Clemensia Dovecote
- Zoe Renee (VF : Corinne Wellong) : Lysistrata Vickers
- Mackenzie Lansing (VF : Alice Orsat ; VQ : Célia Gouin-Arsenault) : Coral
- Aamer Husain (VF : Aurélien Raynal) : Felix Ravinstill
- Nick Benson (VF : Baptiste Marc) : Jessup
- Laurel Marsden (VF : Joséphine Ropion) : Mayfair Lipp
- Lilly Cooper  (VF : Emmylou Homs) : Arachne Crane
- Burn Gorman (VF : Yann Guillemot) : le commandant Hoff
- Dakota Shapiro (VF : Jérémie Bédrune) : Billy Taupe
- Max Raphael (VF : Antoine Ferey) : Festus Creed
- Donald Sutherland (VF : Bernard Tiphaine) : Coriolanus Snow âgé (caméo vocal, non crédité)[Note 1]
- Clemens Schick : l'homme respectable

 Source et légende : version française (VF) sur RS Doublage ; version québécoise (VQ) sur Doublage.qc.ca

## Production

### Genèse et développement
En août 2017, Jon Feltheimer — PDG de Lionsgate — exprime son intérêt pour des films spin-off de la série Hunger Games et crée une writers room pour développer des concepts.
En juin 2019, le producteur Joe Drake, président du Lionsgate Motion Picture Group (en) annonce que l'entreprise collabore avec l'auteure Suzanne Collins pour adapter son roman La Ballade du serpent et de l'oiseau chanteur, dont la publication est prévue en 2020.

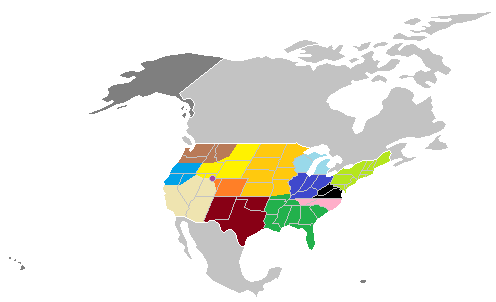
Correspondance supposée entre les actuels États américains et les Districts de Panem.

En avril 2020, l'écrivaine et Lionsgate confirment que l'adapation cinématographique du roman est en développement. La mise en scène du projet est confié au réalisateur Francis Lawrence, qui a réalisé les trois films précédents, et le scénario à Michael Arndt,.
Dans un entretien au webzine d'information Deadline.com, Francis Lawrence explique avoir été emballé par l'idée de pouvoir revenir aux origines des Jeux et de « Panem» :

« L’une des choses qui m’a vraiment intéressé dans le roman lui-même était la portée de l’histoire. Et le fait qu’il s’agisse de l’histoire d’origine non seulement d’un personnage que nous connaissons tous dans les autres séries, mais de l’origine de Panem et de l’origine des Jeux. Pouvoir revenir en arrière et revoir à quoi pourrait ressembler la capitale peu de temps après une guerre dans ce genre d’ère de reconstruction »

De son côté, la productrice Nina Jacobson explique avoir voulu apporter une touche de nouveauté par rapport aux précédents films :

« Hunger Games : La Ballade du serpent et de l'oiseau chanteur n’essaie pas de reproduire les films précédents. C’est une nouvelle histoire, avec un nouveau terrain et de nouveaux personnages. Nous avons pu adopter une approche visuelle complètement différente… quelque chose qui s’apparente toujours à Panem, mais qui apporte aussi de la nouveauté et de la fraîcheur. »

### Attribution des rôles
En mai 2022, Tom Blyth est confirmé dans le rôle de Coriolanus Snow. Le même mois, la participation au casting de Rachel Zegler est également annoncée.
En juin 2022, Jason Schwartzman rejoint l'équipe du film.
En juillet 2022, c'est au tour de Peter Dinklage de rejoindre l'équipe afin d'incarner Casca Highbottom, le doyen de l’Académie et créateur du concept des Hunger Games,.
Le 15 août 2022, la participation au casting de Viola Davis est également confirmée, cette dernière devant incarner la Haute-Juge de la dixième édition des Hunger Games : le Dr Volumnia Gaul. « Depuis le début, Viola a été notre rêve pour le Dr Gaul en raison de l'intelligence finement stratifiée et de l'émotion qu'elle apporte à chaque rôle. » indique la productrice Nina Jacobson.

### Tournage

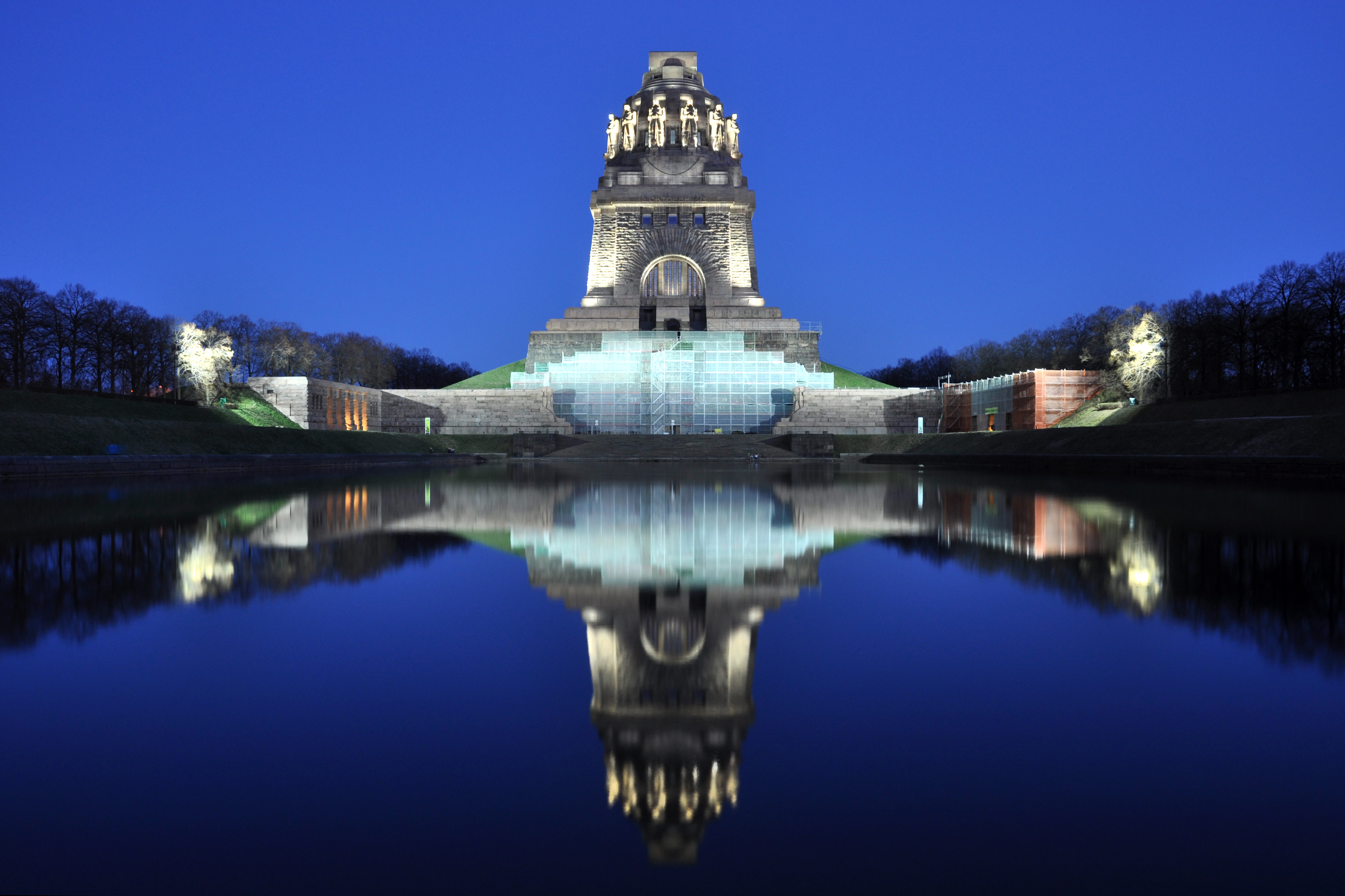
Le Monument de la Bataille des Nations à Leipzig fait partie des décors.

Le tournage débute à Wrocław en Pologne en juin 2022, et s'achève début novembre 2022.
Au niveau des décors, le réalisateur Francis Lawrence indique qu'une partie du film a également été tournée à Berlin, dans un environnement différent des précédents Hunger Games :

« Le look est plus brut, calqué sur le Berlin d’après-guerre. [..] Ici, Panem est encore en train de se reconstruire après une guerre civile brutale, entachée par des chantiers de construction sans fin, des grues et des restes de destruction. »

Certains plans tournés en Allemagne incluent également le Monument de la Bataille des Nations à Leipzig.
De l'aveu du réalisateur, le tournage de l'ouverture des jeux a été particulièrement éreintant pour les acteurs, et notamment pour l’actrice principale Rachel Zegler :

« L’ouverture des jeux est appelée le bain de sang et c’est exactement ce qu’elle a dû faire immédiatement. Elle quittait le plateau avec des bleus presque tous les jours, mais c'est là-aussi qu'elle a démontré qu'elle était une combattante. »

## Sortie et accueil

### Dates de sortie
Le film est sorti en France le 15 novembre 2023, et aux États-Unis le 17 novembre 2023,.

### Promotion
Le 5 juin 2022, une courte bande-annonce (teaser) est dévoilée. La bande-annonce finale sort le 27 avril 2023.
Le 30 octobre 2023, en pleine grève des acteurs à Hollywood, le film obtient un accord dérogatoire permettant aux acteurs et actrices du film d'en faire la promotion avant sa sortie.

### Critiques
Le Point dresse une critique plutôt positive du film. Pour l'hebdomadaire, Hunger Games : La Ballade du serpent et de l'oiseau chanteur est « une œuvre pleine de qualités et un spectacle en IMAX qui mérite le détour », tout en regrettant que « ce volet se termine de façon un peu abrupte ».

Selon le magazine d’actualité, la principale force du film tient dans son histoire, à savoir la jeunesse de Coriolanus Snow et sa relation avec Lucy Gray Baird : 

« Belle et rebelle, Lucy est une chanteuse qui appartient à un groupe de musiciens itinérants et elle compte bien survivre à ces jeux du cirque futuriste. Coriolanus, qui a pour mission de veiller sur elle, va tomber progressivement sous le charme de cette jeune combattante. [..] Dès lors, La Ballade du serpent et de l'oiseau chanteur prend l'allure d'une grande histoire d'amour tragique. Coriolanus Snow et Lucy Gray Baird ne s'embrassent qu'une seule fois dans le film. Mais ce baiser sera fatal. »

Au niveau du casting, Le Point note que Tom Blyth, qui incarne Coriolanus Snow, est « une vraie découverte. Il incarne avec une grande sobriété un personnage extrêmement complexe et exprime avec subtilité son ambivalence. ». Quant à Rachel Zegler, elle « affiche de son côté un tempérament de feu dans la peau de Lucy Gray Baird ». En revanche, le magazine se montre peu convaincu par la prestation de Viola Davis : « La comédienne est le maillon faible de cet épisode dans le rôle du docteur Gaul. [..] Une femme d'une cruauté sans limite dont le look grotesque et les grimaces desservent le récit. »

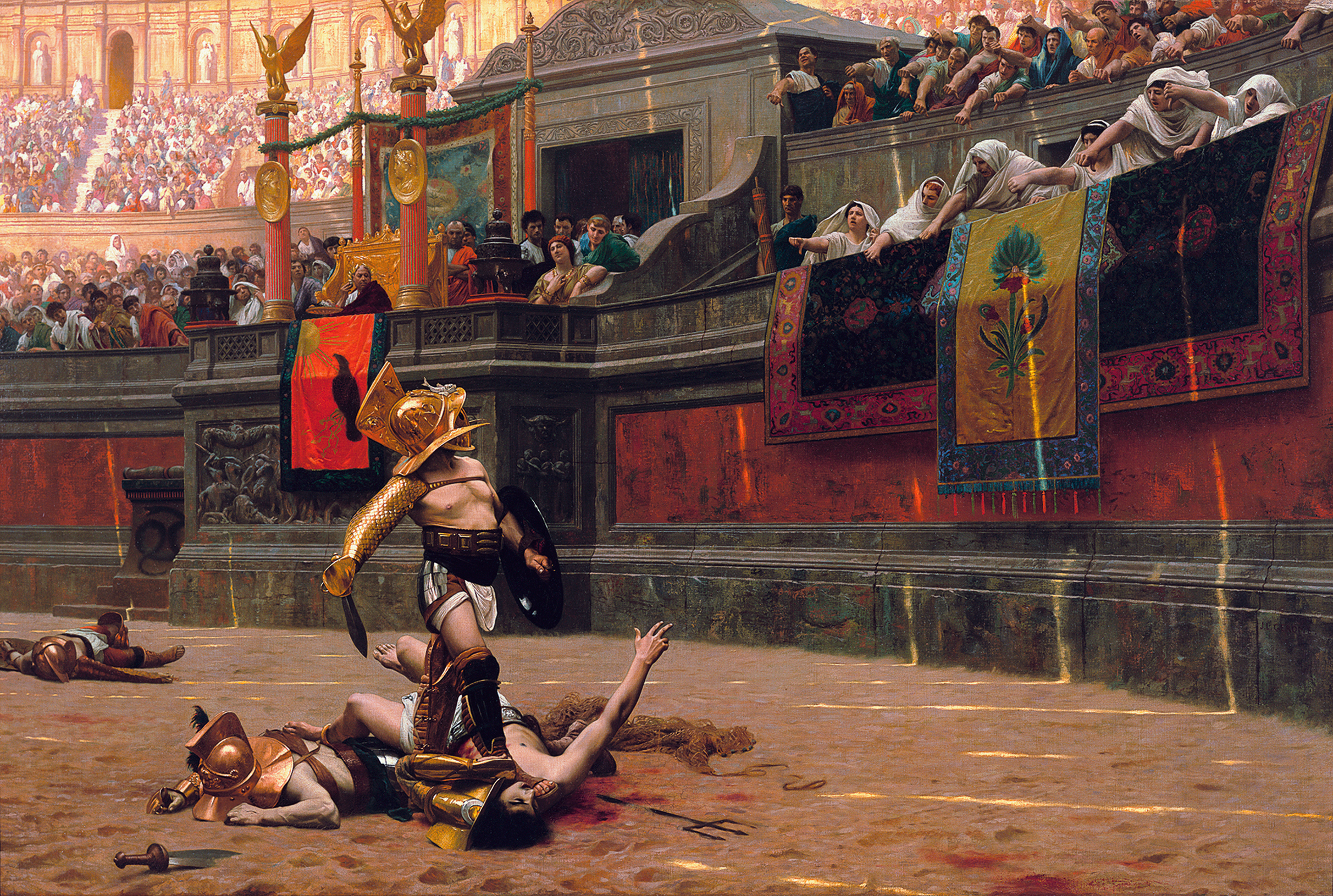
Pour Premiere, le film offre une analyse critique des dérives de la société du spectacle.

De son côté, le magazine Premiere note que, même si le film reste « un spectacle exécuté avec précision », « l’histoire aurait clairement gagné à être traitée sous forme d’épisodes, tant sa construction et ses personnages tendent vers ce découpage ».
Malgré la complexité du personnage de Coriolanus Snow, le magazine note que ce dernier est « traité intelligemment » et « son évolution logique vers son statut de « grand méchant » n’a rien de surfait ».

Selon le magazine, le film offre également une critique intéressante de la société du spectacle : 

« Cette manière de traiter la société du spectacle et ses dérives touche juste en résonnant avec le monde actuel. En racontant le développement de méthodes de manipulations médiatiques propres aux régimes autoritaires et en prenant le parti pris de montrer les coulisses de Jeux du côté des tyrans, de ceux qui jouissent des privilèges conquis dans le sang, Lawrence nous montre aussi la fabrication d’une dystopie. »

L'Obs, dans une courte critique, accorde deux étoiles sur quatre, soulignant que « l'esthétisme rétro-futuriste est plus inspirée que la mise en scène, sans personnalité ».

## Analyse

### Psychologie des personnages

#### Lucy Gray, l'anti-Katniss

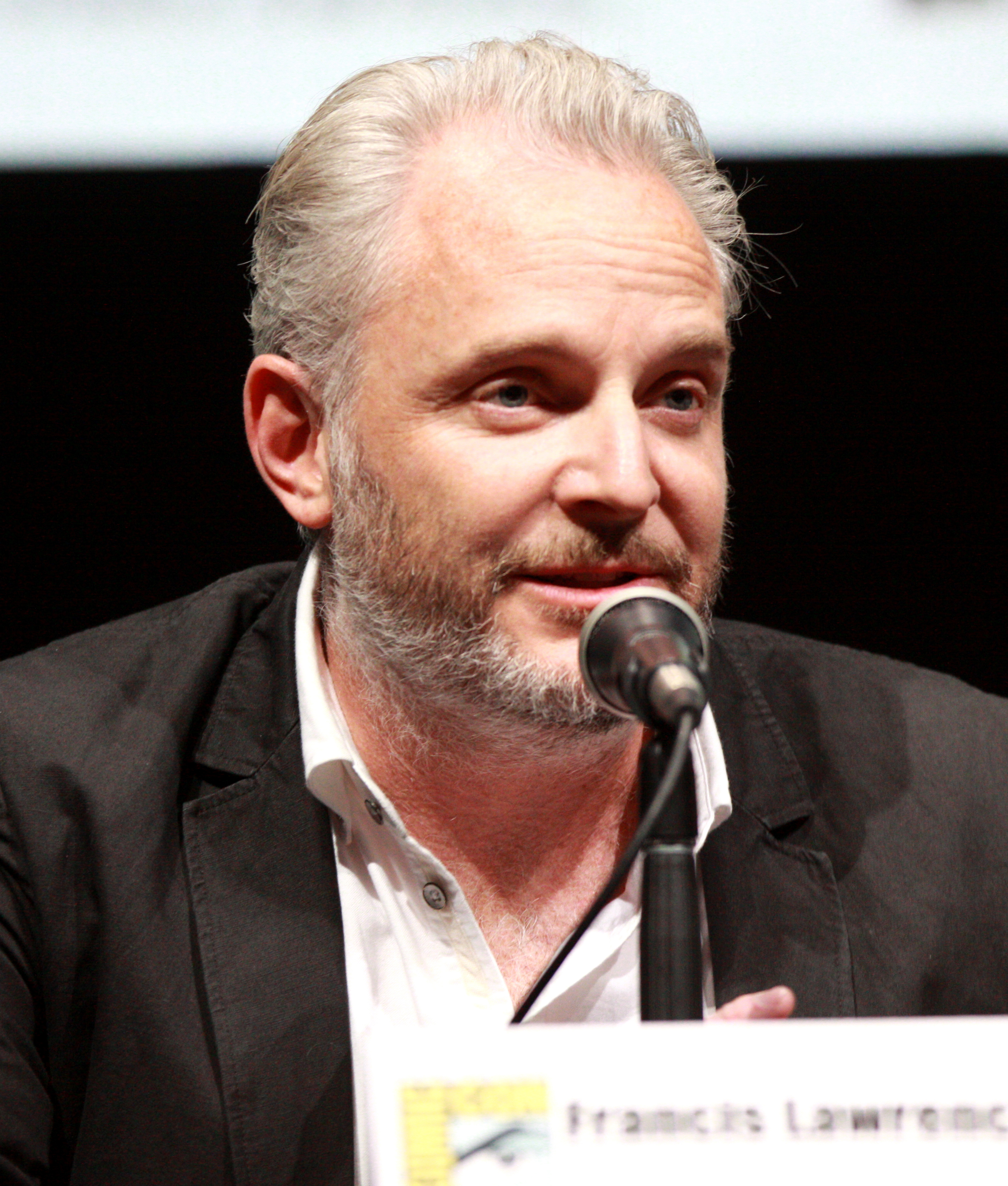
Le réalisateur Francis Lawrence voit en Lucy Gray une « anti-Katniss ».

Dans un entretien au magazine Empire, le réalisateur Francis Lawrence, explique avoir imaginé le personnage de l'héroïne Lucy Gray comme une sorte d'« anti-Katniss ». Il explique :

« Katniss était une introvertie et une survivante. Elle était plutôt calme et stoïque. On pourrait presque dire qu’elle était asexuelle. Lucy Gray est tout le contraire. Elle porte sa sexualité sur sa manche. C'est vraiment une artiste. »

Contrairement à Katniss, qui doit se forcer pour sourire devant les caméras, « Lucy Gray adore les foules » indique Francis Lawrence. « Elle sait jouer avec les foules et manipuler les gens. »
Il note enfin que les deux femmes ne se battent pas de la même manière, Katniss étant habile avec son arc, tandis que Lucy préfère utiliser la ruse pour arriver à ses fins.
Leur seul point commun est la chanson The Hanging Tree, que compose Lucy Gray et qui sera reprise plus tard par Katniss Everdeen. « Lucy Gray est une chanteuse. Après avoir vu un homme se faire pendre pour plusieurs meurtres, elle écrit The Hanging Tree, qui 65 ans plus tard, sera chantée par Katniss. C’est une chanson qui a traversé les générations dans le District 12 », explique Francis Lawrence.

#### L'influence de Gaul sur Snow
Le film décrit également la relation entre le jeune Coriolanus Snow, qui deviendra plus tard le président tyrannique de Panem, et le Dr Gaul, l'organisatrice de la dixième édition des Jeux.
« Stratège brillante et excentrique, Gaul contribue à faire du jeune Coriolanus Snow l'homme qu'il deviendra. » indique la productrice Nina Jacobson.
« Le savoir-faire de Snow en tant qu'opérateur politique se développe en grande partie grâce aux expériences qu'il a vécues avec elle en tant que figure dominante des Jeux » confirme de son côté Francis Lawrence.

### Différences avec le roman
- Dans le roman, le prix Plinth ne sera instauré qu'en plein milieu des jeux[31].
- Le doyen Casca Highbottom fut jadis l'élève du Dr Gaul[32] ; dans le film, les deux protagonistes ont quasiment le même âge.
- Coriolanus feinte pour accompagner les tributs dans le camion, alors qu'il n'aura qu'à demander la permission d'un Pacificateur dans le livre[33].
- Jessup contracta la rage d'une morsure de chauve-souris dans le wagon qui l'amena au Capitole ; dans le livre, le garçon est infecté au zoo, vraisemblablement par un raton laveur[34].
- Lucretius Fliekerman mène à la fois les interviews et la présentation des Hunger Games. Dans le livre, les interviews sont menées par un journaliste, Lepidus Malmsey[35].
- Contrairement au film, la nourriture n'est pas une demande de Lucy Gray, mais une initiative de Sejanus Plinth[36].
- Dans le livre, Coriolanus et Clemensia seront deux à plonger la main dans la masse de serpents[37]. Par ailleurs et contrairement à la version cinématographique, la jeune fille réapparaîtra (non sans séquelles) pour participer aux Hunger Games[38].
- L'explosion de l'arène et ses suites causeront bien plus de pertes humaines dans le roman : douze morts (sept tributs, cinq mentors) tandis que la plupart des autres jeunes gens seront blessés, certains mortellement. Le dernier, le mentor Gaius Breen, décèdera durant les jeux. Dans le film, le seul mentor qui mourra sera Felix Ravinstill, présenté comme le fils du président de Panem. Dans le livre, Felix n'est que le petit-neveu du président, et tiendra son rôle de mentor[39].
- Tigris joue dans le livre davantage le rôle de conseillère auprès de Coriolanus, afin qu'il assure son avenir ; dans le film, elle n'aura en revanche de cesse de faire de son cousin quelqu'un de bien, en vain. Dans le livre toujours, Tigris n'est pas présente à l'académie pour le show final[40].
- Entre l'aventure de Coriolanus au zoo et le début des jeux, le film condense beaucoup, mais suit globalement l'idée du roman, dans un ordre plus ou moins respecté[41].
- On peut voir Coriolanus visiter les décombres de l'arène et ses sous-sols, où plusieurs caméras seront posées pour suivre le déroulement des jeux. Dans le livre, en revanche, aucune visite de Coriolanus, et aucune caméra n'informera les faits et gestes des tributs dans les différents décombres souterrains[42].
- Les mentors envoient des présents aux tributs à l'aide d'un ordinateur ; dans le livre, ils utilisent un bracelet de commande[43].
- Sauf exception, la chronologie des morts dans l'arène diffère pour moitié du livre au film. Ainsi, ce dernier nous montre un bain de sang dès les premières secondes, mais rien de tout ça dans le livre où la quasi-totalité des Tributs s'empresseront de se cacher[44]. De même, le final en apothéose de Lucy Gray charmant serpents et public ne représente que l'avant-avant-dernier round dans le roman[45]. Ci-dessous une comparaison plus précise entre les deux versions :

| Version cinématographique                                             | Dans le roman                                                      |
| --------------------------------------------------------------------- | ------------------------------------------------------------------ |
| Brandy (♀ 10) abattue au zoo après avoir tué Arachne                  | Brandy (♀ 10) abattue au zoo après avoir tué Arachne               |
| Ginnee (♀ 6) tuée dans l'explosion de l'arène                         | Ginnee (♀ 6) tuée dans l'explosion de l'arène                      |
| Velvereen (♀ 2) tuée dans l'explosion de l'arène                      | Otto (♂ 6) tué dans l'explosion de l'arène                         |
| Sabyn (♀ 1) abattue en s'échappant de l'arène                         | Sabyn (♀ 1) abattue en s'échappant de l'arène                      |
| Facet (♂ 1) abattu en s'échappant de l'arène                          | Facet (♂ 1) abattu en s'échappant de l'arène                       |
| Panlo (♂ 9) blessé par Tanner puis tué par Coral                      | Velvereen (♀ 2) morte d'une chute après s'être échappée de l'arène |
| Sheaf (♀ 9) tuée par Sol                                              | Sheaf (♀ 9) décédée des suites de ses blessures avant les jeux     |
| Circ (♂ 3) tué par Coral alors qu'elle visait Lucy Gray               | Panlo (♂ 9) décédé des suites de ses blessures avant les jeux      |
| Teslee (♀ 3) tuée par Mizzen                                          | Hy (♂ 5) décédé de maladie avant les jeux                          |
| Hy (♂ 5) tué par la meute dans les sous-sols                          | Marcus (♂ 2) achevé par Lamina                                     |
| Sol (♀ 5) tuée par la meute dans les sous-sols                        | Dill (♀ 11) décède dans l'arène de maladie                         |
| Marcus (♂ 2) achevé par Lamina                                        | Bobbin (♂ 8) tué par Coriolanus en se défendant                    |
| Otto (♂ 6) tué par la meute                                           | Sol (♀ 5) tuée par Coral en équipe avec Mizzen et Tanner           |
| Bobbin (♂ 8) tué par Coriolanus en se défendant                       | Jessup (♂ 12) défenestré par des drones lancés par Lysistrata      |
| Jessup (♂ 12) défenestré par des drones lancés par Lysistrata         | Lamina (♀ 7) tuée par Coral en équipe avec Mizzen et Tanner        |
| Lamina (♀ 7) tuée par Coral en équipe avec Mizzen, Tanner et Treech   | Tanner (♂ 10) blessé par Coral et achevé par Mizzen                |
| Tanner (♂ 10) tué par Coral                                           | Wovey (♀ 8) morte après avoir bu l'eau empoisonnée par Lucy Gray   |
| Dill (♀ 11) morte après avoir bu l'eau empoisonnée par Lucy Gray      | Circ (♂ 3) tué par les serpents                                    |
| Treech (♂ 7) tué en respirant la mort aux rats balancée par Lucy Gray | Coral (♀ 4) tuée par les serpents                                  |
| Wovey (♀ 8) tuée par les serpents                                     | Mizzen (♂ 4) défenestré par des drones reprogrammés par Teslee     |
| Mizzen (♂ 4) tué par les serpents                                     | Teslee (♀ 3) tuée par Treech                                       |
| Reaper (♂ 11) tué par les serpents                                    | Treech (♂ 7) tué par Lucy Gray à l'aide d'un serpent               |
| Coral (♀ 4) tuée par les serpents                                     | Reaper (♂ 11) mort après avoir bu l'eau empoisonnée par Lucy Gray  |
| Lucy Gray (♀ 12) vainqueur                                            | Lucy Gray (♀ 12) vainqueur                                         |

- Dans le roman, Coriolanus verra Sejanus pénétrer dans l'arène chez lui à la télévision, et non à l'académie[66].
- Le rôle des geais bavards montré à Coriolanus par le Dr Gaul n'a pas lieu dans le roman. Dans ce dernier, ces oiseaux ainsi que leurs cousins les geais moqueurs seront longuement traités dans la troisième partie, mais seulement exploités dans le film lors de la scène où Coriolanus enregistre les propos compromettants de Sejanus[67].
- Deux objets, un poudrier et un mouchoir, trahiront le jeune Snow. Dans le livre, une serviette ayant servi à voler de la nourriture pour Lucy Gray lui sera également reprochée[68].
- Dans le livre, Coriolanus retrouve Sejanus à la caserne du district 12, et non dans le train[69].
- Dans le film et contrairement au roman, Sejanus n'accompagne pas Coriolanus, Lucy Gray et les Covey au lac[70].
- De nombreux personnages du roman ayant une interaction avec Coriolanus sont absents du film : professeurs d'académie, Pacificateurs, scientifiques [71].
- Dans le roman, Coriolanus passe des examens pour devenir officier[72] ; dans le film, ce sont ses tests d'aptitudes qui incitent son supérieur à le transférer dans le corps des officiers.
- Dans le film, Spruce, sa sœur Lil et Sejanus sont exécutés en même temps ; dans le livre, Spruce succombera avant la pendaison des suites de ses blessures, et l'enregistrement audio révélant la traîtrise de Sejanus juste avant l'exécution n'aura lieu que dans le film[73].